# Nocarodes
Nocarodes es un género de insectos ortópteros de la subfamilia Pamphaginae, familia Pamphagidae. Se distribuye en el Oriente Próximo.

## Especies
Las siguientes especies pertenecen al género Nocarodes:
- Grupo de especies aserbus Mistshenko, 1951
  - Nocarodes aserbus Mistshenko, 1951
  - Nocarodes nodosus Mistshenko, 1951
- Grupo de especies iranicus (Werner, 1939)
  - Nocarodes crispus Mistshenko, 1951
  - Nocarodes humerosus Mistshenko, 1951
  - Nocarodes iranicus (Werner, 1939)
  - Nocarodes keredjensis (Werner, 1939)
  - Nocarodes urmianus Ramme, 1939
- Grupo de especies serricollis Fischer von Waldheim, 1846
  - Nocarodes balachowskyi Descamps, 1967
  - Nocarodes corrugatus Mistshenko, 1951
  - Nocarodes daghestanicus Uvarov, 1928
  - Nocarodes geniculatus Uvarov, 1928
  - Nocarodes pullus (Mistshenko, 1951)
  - Nocarodes sanctidavidi (Shugurov, 1912)
  - Nocarodes scabiosus Mistshenko, 1951
  - Nocarodes serricollis Fischer von Waldheim, 1846
- Grupo de especies znojkoi Miram, 1938
  - Nocarodes ebneri Ramme, 1951
  - Nocarodes nanus Mistshenko, 1951
  - Nocarodes znojkoi Miram, 1938
- Nocarodes liebmanni (Werner, 1939)